# Пахтачи
Пахтачи (узб. Paxtachi / Пахтачи) — посёлок городского типа, расположенный на территории Нишанского района Кашкадарьинской области Республики Узбекистан.

Статус посёлка городского типа с 2009 года.